# Live at the Palais des sports (Johnny Hallyday Palais des sports 1971)
Albums par Johnny Hallyday
Flagrant délit
(1971) Country, Folk, Rock
(1972)
Lives par Johnny Hallyday
Que je t'aime (Palais des sports 1969)
(1969) Johnny Hallyday Story - Palais des sports
(1976)
Singles
1. (SP promo hors commerce) Voyez ce que je veux dire - Whole Lotta Shakin' Goin' On
Sortie : 1971

Live at the Palais des sports, communément nommé par raccourci 'Palais des sports 1971, est le 6e album enregistré en concert de Johnny Hallyday et son premier double album Live. Il sort le 3 novembre 1971. 
L’album est réalisé par Lee Hallyday.

## Autour de l'album
Référence originale : double 33 tours Philips 6641038,.
L'édition originale vinyle de 1971 ne reconstitue pas la totalité ni la chronologie du récital.
Les chansons présentes sont : Je suis né dans la rue ; Fils de personne ; Fille de la nuit ;
La fille aux cheveux clairs ; Voyage au pays des vivants ; Que je t'aime ; La loi ;
Voyez ce que je veux dire ; Il faut boire à la source ; Essayez ; Si tu pars la première (la chanson n'est pas, ici, donnée dans son intégralité, seule la coda - 1 min 45 s - servant de liaison avec le titre suivant, est présente) ; Oh ! Ma jolie Sarah ; Medley rock'n'roll : Jenny, Jenny - Blue Suede Shoes - Whole Lotta Shakin' Goin' On,.
En 1992, la première édition CD, propose à l'identique la composition du double album de 1971.
Référence originale : Philips 510 150-2.
L'édition CD 2003, en fac-similé et son remastérisé, propose l'intégralité du tour de chant en respectant la chronologie du récital.
Référence originale : Mercury Universal 077 089-2.
Il y a de nombreuses variantes entre l'album original et cette édition inédite ; la durée des titres, mais aussi et surtout les commentaires de Johnny au public sont totalement différents.
23 février 2024, Le live, à l'occasion de la réédition de l'album Flagrant délit est republié dans une version totalement inédite proposant une autre captation du tour de chant : 
- Livre CD Universal 5398804 Johnny 71 Flagrant délit[7] :

(CD1 Universal 5398799 album original nouveau mix / CD2 Universal 5398800 Album Sessions inédites Flagrant délit)

CD3 Universal 5398801, 25 septembre 1971 Palais des sports 71,.
- Coffret collector Universal 539 8795, Johnny 71 Flagrant délit 2LP + 4CD + 1 DVD[10],[11] : CD3 (identique à ci-dessus[12]).

## Les titres
- Les titres en gras ne sont pas inclus dans le double album de 1971.
- L'ordre des titres donné ici est celui de l'édition CD de 2003.

| 1.  | Je suis né dans la rue                                                            | Long Chris                                                                | Mick Jones, Tommy Brown                                                   | 5 min 41 s  |
| 2.  | Fils de personne (Fortunate Son)                                                  | Philippe Labro (adaptation)                                               | John Fogerty                                                              | 3 min 09 s  |
| 3.  | Fille de la nuit (Delta Lady)                                                     | Philippe Labro (adaptation)                                               | Leon Russell                                                              | 3 min 47 s  |
| 4.  | La fille aux cheveux clairs                                                       | Philippe Labro                                                            | Eddie Vartan                                                              | 5 min 51 s  |
| 5.  | Flagrant délit                                                                    | Philippe Labro                                                            | Gary Wright                                                               | 4 min 13 s  |
| 6.  | Voyage au pays des vivants                                                        | Long Chris                                                                | Mick Jones, Tommy Brown                                                   | 5 min 55 s  |
| 7.  | Mal (Hush)                                                                        | Georges Aber (adaptation)                                                 | Joe South                                                                 | 3 min 21 s  |
| 8.  | Que je t'aime                                                                     | Gilles Thibaut                                                            | Jean Renard                                                               | 3 min 51 s  |
| 9.  | La loi                                                                            | Philippe Labro                                                            | Gary Wright                                                               | 3 min 13 s  |
| 10. | Essayez                                                                           | Philippe Labro                                                            | Mick Jones, Tommy Brown                                                   | 5 min 01 s  |
| 11. | Si tu pars la première                                                            | Philippe Labro                                                            | Gary Wright                                                               | 4 min 22 s  |
| 12. | Voyez ce que je veux dire (Do You Know What I Mean)                               | Philippe Labro (adaptation)                                               | Lee Michaels                                                              | 3 min 01 s  |
| 13. | Il faut boire à la source (Drink From the Water)                                  | Philippe Labro (adaptation)                                               | Joey Cooper                                                               | 3 min 07 s  |
| 14. | Oh ! Ma jolie Sarah                                                               | Philippe Labro                                                            | Mick Jones, Tommy Brown                                                   | 6 min 16 s  |
| 15. | Medley rock'n'roll : (Jenny, Jenny Blue Suede Shoes Whole Lotta Shakin' Goin' On) | Enotris Johnson, Richard Penniman Carl Perkins Dave Williams, Sunny David | Enotris Johnson, Richard Penniman Carl Perkins Dave Williams, Sunny David | 11 min 50 s |

## Musiciens
- Direction d'orchestre + Batterie : Tommy Brown
- Invité spécial au piano : Michel Polnareff
- Orgue : Jean-Marc Deutere
- Basse : Pat Donaldson
- Guitare : Jean-Pierre Azoulay, Jerry Donahue
- Trompette : Jacques Ploquin, Pierre Ploquin, Guy Marco
- Saxophone ténor : René Morizure
- Trombone : Pierre Goasguen
- Percussion : Sam Kelly
- Chœurs : Nanette Workman, Madeline Bell (en), Doris Troy, Juanita Franklin

## Classements hebdomadaires
| Classement (2003) | Meilleure position |
| ----------------- | ------------------ |
| France (SNEP)     | 125                |